# Stowmarket
Stowmarket é uma cidade e paróquia civil do distrito de Mid Suffolk, no Condado de Suffolk, na Inglaterra. Sua população é de 20.694 habitantes (2015). Stowmarket foi registrada no Domesday Book de 1086 como Stou.